# Alemania en los Juegos Paralímpicos de Lillehammer 1994
Alemania estuvo representada en los Juegos Paralímpicos de Lillehammer 1994 por un total de 43 deportistas, 33 hombres y 10 mujeres.

## Medallistas
El equipo paralímpico alemán obtuvo las siguientes medallas:
| Nombre                                                 | Deporte        | Evento                               |
| ------------------------------------------------------ | -------------- | ------------------------------------ |
| Oro                                                    |                |                                      |
| Udo Hirsch                                             | Biatlón        | 7,5 km B1 masculino                  |
| Frank Höfle                                            | Biatlón        | 7,5 km B2 masculino                  |
| Thomas Oelsner                                         | Biatlón        | 7,5 km LW5-8 masculino               |
| Reinhild Möller                                        | Esquí alpino   | Descenso LW3/4 femenino              |
| Reinhild Möller                                        | Esquí alpino   | Eslalon LW3/4 femenino               |
| Reinhild Möller                                        | Esquí alpino   | Eslalon gigante LW3/4 femenino       |
| Reinhild Möller                                        | Esquí alpino   | Supergigante LW3/4 femenino          |
| Gerda Pamler                                           | Esquí alpino   | Eslalon gigante LWX-XII femenino     |
| Gerd Schönfelder                                       | Esquí alpino   | Descenso LW5/7 masculino             |
| Gerd Schönfelder                                       | Esquí alpino   | Eslalon LW5/7 masculino              |
| Frank Pfortmüller                                      | Esquí alpino   | Eslalon gigante LW6/8 masculino      |
| Frank Pfortmüller                                      | Esquí alpino   | Supergigante LW6/8 masculino         |
| Alexander Spitz                                        | Esquí alpino   | Eslalon LW2 masculino                |
| Eberhard Seischab                                      | Esquí alpino   | Eslalon gigante LW9 masculino        |
| Susanne Ischinger                                      | Esquí de fondo | 5 km estilo clásico LW2/3/4 femenino |
| Susanne Ischinger                                      | Esquí de fondo | 5 km estilo libre LW2/3/4 femenino   |
| Susanne Ischinger                                      | Esquí de fondo | 15 km LW2/3/4 femenino               |
| Frank Höfle                                            | Esquí de fondo | 5 km B2 masculino                    |
| Frank Höfle                                            | Esquí de fondo | 10 km B2 masculino                   |
| Frank Höfle                                            | Esquí de fondo | 20 km B2 masculino                   |
| Thomas Oelsner                                         | Esquí de fondo | 10 km LW6/8 masculino                |
| Thomas Oelsner                                         | Esquí de fondo | 20 km LW6/8 masculino                |
| Alexander Schwarz                                      | Esquí de fondo | 5 km B3 masculino                    |
| Axel Hecker                                            | Esquí de fondo | 5 km LW5/7 masculino                 |
| Roland Gaess                                           | Esquí de fondo | 10 km LW2/3/9 masculino              |
| Plata                                                  |                |                                      |
| Wilhelm Brem                                           | Biatlón        | 7,5 km B1 masculino                  |
| Theo Feger                                             | Biatlón        | 7,5 km LW5-8 masculino               |
| Roland Gaess                                           | Biatlón        | 7,5 km LW2/3/9 masculino             |
| Dagmar Vollmer                                         | Esquí alpino   | Eslalon gigante LW6/8 femenino       |
| Beate Salen                                            | Esquí alpino   | Supergigante LW2 femenino            |
| Gerda Pamler                                           | Esquí alpino   | Supergigante LWX-XII femenino        |
| Alexander Spitz                                        | Esquí alpino   | Descenso LW2 masculino               |
| Alexander Spitz                                        | Esquí alpino   | Eslalon gigante LW2 masculino        |
| Alexander Spitz                                        | Esquí alpino   | Supergigante LW2 masculino           |
| Gerd Schönfelder                                       | Esquí alpino   | Eslalon gigante LW5/7 masculino      |
| Gerd Schönfelder                                       | Esquí alpino   | Supergigante LW5/7 masculino         |
| Ewald Vogl                                             | Esquí alpino   | Eslalon LW4 masculino                |
| Thomas Weiss                                           | Esquí alpino   | Eslalon LWXII masculino              |
| Karl Lotz                                              | Esquí alpino   | Eslalon gigante LWXII masculino      |
| Axel Hecker                                            | Esquí de fondo | 10 km LW5/7 masculino                |
| Axel Hecker                                            | Esquí de fondo | 20 km LW5/7 masculino                |
| Thomas Oelsner                                         | Esquí de fondo | 5 km LW6/8 masculino                 |
| Alexander Schwarz                                      | Esquí de fondo | 10 km B3 masculino                   |
| Michael Weymann                                        | Esquí de fondo | 15 km silla de esquí LW11 masculino  |
| Frank Höfle Thomas Oelsner Axel Hecker Wolfgang Mahler | Esquí de fondo | 4 × 5 km de pie/ceguera masculino    |
| Martina Willing Michaela Fuchs Susanne Ischinger       | Esquí de fondo | 3 × 2,5 km clase abierta femenino    |
| Bronce                                                 |                |                                      |
| Martina Willing                                        | Biatlón        | 7,5 km B1-3 femenino                 |
| Alexander Schwarz                                      | Biatlón        | 7,5 km B3 masculino                  |
| Wolfgang Mahler                                        | Biatlón        | 7,5 km LW4 masculino                 |
| Josef Gattinger                                        | Biatlón        | 7,5 km LW5-8 masculino               |
| Klaus Kleiser                                          | Biatlón        | 7,5 km LW10 masculino                |
| Beate Salen                                            | Esquí alpino   | Descenso LW2 femenino                |
| Beate Salen                                            | Esquí alpino   | Eslalon LW2 femenino                 |
| Gerda Pamler                                           | Esquí alpino   | Descenso LWX-XII femenino            |
| Annemie Schneider                                      | Esquí alpino   | Eslalon gigante LW2 femenino         |
| Dagmar Vollmer                                         | Esquí alpino   | Supergigante LW6/8 femenino          |
| Eberhard Seischab                                      | Esquí alpino   | Eslalon LW9 masculino                |
| Eberhard Seischab                                      | Esquí alpino   | Supergigante LW9 masculino           |
| Karl Lotz                                              | Esquí alpino   | Descenso LWXII masculino             |
| Karl Lotz                                              | Esquí alpino   | Supergigante LWXII masculino         |
| Niko Moll                                              | Esquí alpino   | Eslalon LW5/7 masculino              |
| Wolfgang Mahler                                        | Esquí de fondo | 5 km LW4 masculino                   |
| Alexander Schwarz                                      | Esquí de fondo | 20 km B3 masculino                   |
| Klaus Kleiser Michael Weymann Bruno Zimmermann         | Esquí de fondo | 3 × 2,5 km sentado masculino         |